# Bundestagswahlkreis Lüdinghausen
Der Bundestagswahlkreis Lüdinghausen war von 1965 bis 1980 ein Wahlkreis in Nordrhein-Westfalen. Er besaß die Wahlkreisnummer 109 und umfasste den Kreis Lüdinghausen sowie die kreisfreien Städte Hamm und Lünen.
Von 1949 bis 1965 gehörte der Kreis Lüdinghausen zum Wahlkreis  Lüdinghausen – Coesfeld, Hamm zum Wahlkreis Unna – Hamm und Lünen zum Wahlkreis Dortmund III – Lünen. Nach der Auflösung des Wahlkreises wurde 1980 aus seinem Südteil der neue Wahlkreis Hamm – Unna II gebildet. Der Nordteil kam größtenteils zum Wahlkreis Coesfeld – Steinfurt I. Der letzte direkt gewählte Wahlkreisabgeordnete war Wilhelm Peter Stommel (CDU).

## Wahlkreissieger
| Jahr | Name                  | Partei | Erststimmen |
| ---- | --------------------- | ------ | ----------- |
| 1976 | Wilhelm Peter Stommel | CDU    | 47,9 %      |
| 1972 | Udo Fiebig            | SPD    | 50,6 %      |
| 1969 | Günter Rinsche        | CDU    | 51,9 %      |
| 1965 | Günter Rinsche        | CDU    | 54,4 %      |